# Lassing

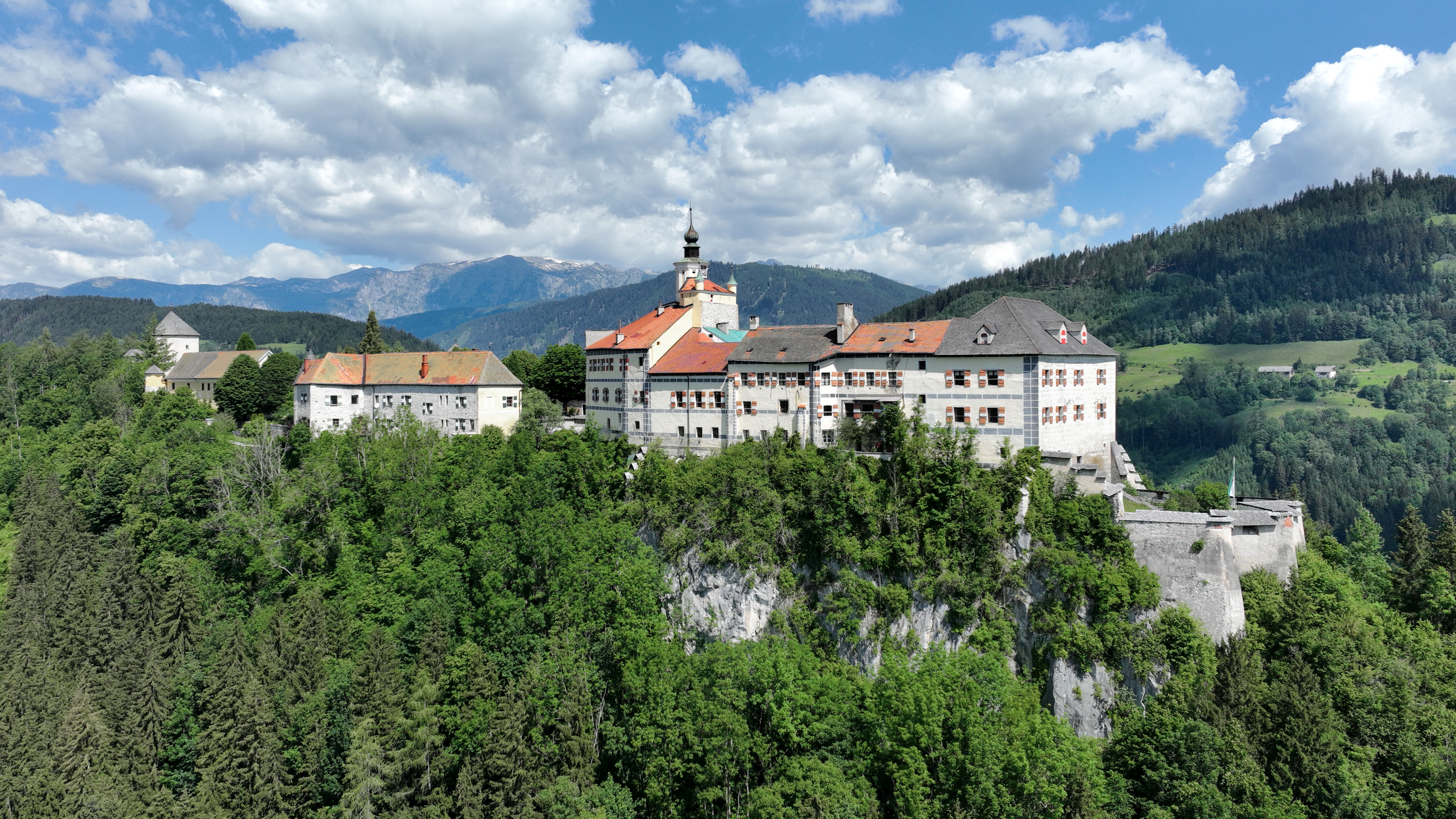
Alcácer Strechau

Lassing é um município da Áustria, situado no distrito de Liezen, no estado da Estíria. Tem 37,25 km² de área e sua população em 2019 foi estimada em 1.722 habitantes.